# マテイ・モホリッチ
マテイ・モホリッチ（Matej Mohorič、1994年10月19日 - ）は、スロベニア、クラーニ出身の自転車競技（ロードレース）選手。

## 経歴
2012年、ジュニア世界選手権自転車競技大会にて、個人ロードで優勝、個人タイムトライアルで2位の成績を収めた。
2013年、Savaにてプロキャリアスタート。U23世界選手権自転車競技大会にて優勝。
2014年、キャノンデール・プロサイクリングにてプロキャリアスタート。
2015年、キャノンデール・ガーミンに移籍。
2016年、ランプレ・メリダに移籍。
2017年、ブエルタ・ア・エスパーニャ第7ステージにて区間優勝。
2018年、バーレーン・メリダに移籍。
ビンクバンク・ツアー第3ステージにて集団と1分以上の差をつけてゴールし、総合首位を獲得、最終ステージまで首位を守り、初のステージレースでの総合優勝を獲得した。

## 主な戦績

### ロード

#### 2012年
- ジュニア世界選手権自転車競技大会　 優勝（個人ロード、個人タイムトライアル）

#### 2013年
- U23世界選手権自転車競技大会　 優勝（個人ロード）

#### 2016年
- ツアー・オブ・ハイナン　区間優勝（第6ステージ）

#### 2017年
- ブエルタ・ア・エスパーニャ　区間優勝（第7ステージ）
- サンフンカイプロパティーズ・香港チャレンジ　優勝

#### 2018年
- グラン・プレミオ・インドゥストリア・エ・アルティジャナート　優勝
- ジロ・デ・イタリア　区間優勝（第10ステージ）
- スロベニア選手権　優勝（ロードレース）
- ツアー・オブ・オーストリア　区間優勝（第1ステージ）
- ビンクバンク・ツアー　 総合優勝
- ドイツ・ツアー　 総合優勝（第3ステージ優勝）、 ポイント賞、 新人賞

#### 2019年
- ツール・ド・ポローニュ　区間優勝（第7ステージ）

#### 2021年
- ツアー・オブ・スロベニア　 ポイント賞
- スロベニア選手権　優勝（ロードレース）
- ツール・ド・フランス 　区間優勝（第7、19ステージ）
- ベネルクス・ツアー　区間優勝（第7ステージ）

#### 2022年
- ミラノ〜サンレモ 優勝
- クロ・レース（英語版）  総合優勝

#### 2023年
- ツアー・オブ・スロベニア 区間優勝（第5ステージ）
- ツール・ド・フランス 区間優勝（第19ステージ）
- ツール・ド・ポローニュ  総合優勝、 ポイント賞（第2ステージ優勝）
- レネウィ・ツアー 区間優勝（第5ステージ）
- CROレース（英語版） 区間優勝（第4ステージ）

#### 2024年
- ボルタ・ア・ラ・コムニタ・バレンシアナ 区間優勝（第2ステージ）

### グラベル

#### 2023年
- UCI世界選手権 グラベルレース